# Rome Flynn
Rome Trumain Flynn (25 de noviembre de 1991) es un actor, modelo y músico estadounidense. Es conocido por su interpretación de Zende Forrester Domínguez en la telenovela de la CBS The Bold and the Beautiful, con la que ganó un Premio Emmy en la categoría de Actor Joven Sobresaliente en una Serie Dramática  y por el papel de Gabriel Maddox en la serie de ABC, How to Get Away with Murder.

## Educación y primeros años
Nació como Rome Trumain Flynn en Chicago y se crio en Springfield, Illinois. Flynn es de ascendencia afro-cubana e irlandesa y tiene seis hermanos. Se graduó en la Escuela Secundaria Lanphier en el año 2010.
Flynn jugó al baloncesto durante el instituto, por lo que recibió una beca para la universidad. Asistió a la Benedictine University con la beca de baloncesto hasta que fue descubierto por un cazatalentos. Antes de mudarse a Los Ángeles, trabajó como modelo de alta costura y de pasarela en Chicago. Flynn también canta y toca la guitarra. Desarrolló su talento como parte de su personalidad de redes sociales.

## Carrera
Flynn se las arregló para entrar en el radar de los directores de casting aumentando su número de seguidores en las redes sociales. En la primavera de 2014, participó en la película para televisión Drumline: A New Beat,  la secuela de la película del 2002 línea de percusión. Flynn estaba en el set de rodaje cuando nació su hija. En mayo de 2015, se unió al elenco de la telenovela The Bold and the Beautiful en el papel del Zende. En noviembre de 2016, anunció que había conseguido un papel en la adaptación cinematográfica de la novela DIEZ  de Gretchen McNeil junto a China Anne McClain.
En 2017, actuó como invitado en episodios de los dramas criminales de CBS NCIS: New Orleans y MacGyver. Flynn se unió más tarde al reparto de la serie de OWN The Haves and the Have Nots.  El 17 de agosto de 2017, anunció en las redes sociales que había decidido dejar The Bold and the Beautiful tras dos años en la serie.
En 2018, después de aparecer en el final de la cuarta temporada de How to Get Away with Murder como Gabriel Maddox, Flynn fue promovido al reparto principal de la serie para la quinta temporada.

## Vida personal
Flynn tiene una hija llamada Kimiko (nacida el 12 de diciembre de 2014) que vive con su madre, Molly Noriko Hurley, en Míchigan. En 2015, Kimiko apareció con Flynn en la sesión de fotos Navideña para CBS. 

## Filmografía
| Año     | Título                        | Papel                     | Notas                                                          |  |
| ------- | ----------------------------- | ------------------------- | -------------------------------------------------------------- |  |
| 2014    | Drumline: A New Beat          | Leon                      | Película de televisión                                         |  |
| 2014    | Two-a-Days                    | El mariscal de campo      | Cortometraje                                                   |  |
| 2015-17 | The Bold and the Beautiful    | Zende Forrester Domínguez | Regular de serie (29 de junio de 2015–8 de septiembre de 2017) |  |
| 2017    | Ten: Murder Island            | TJ                        | Película de televisión                                         |  |
| 2017    | NCIS: New Orleans             | Jonathan Rudd             | Episodio: "Knock-Out"                                          |  |
| 2017    | MacGyver                      | Kalei                     | Episodio: "Flashlight"                                         |  |
| 2018    | The Haves and the Have Nots   | RK                        | Regular de serie                                               |  |
| 2018    | The Thinning: New World Order | Jack                      | Personaje de soporte                                           |  |
| 2018    | How to Get Away with Murder   | Gabriel Maddox            | Invitado (T 4). Principal (T 5-6)                              |  |
| 2019    | A Madea Family Funeral        | Jesse                     | Película teatral                                               |  |
| 2019    | A Christmas Duet              | Jesse                     | Película teatral                                               |  |
| 2019    | 1/2 New Year                  | Obispo Miller             | Personaje de soporte                                           |  |
| 2020    | Family Reunion                | Tony                      | Episodio: "Remember Cousn Kenya?"                              |  |
| 2021    | With Love                     | Santiago Zayas            |                                                                |  |
| 2021    | Dear White People             | David                     | Recurrente (T 4)                                               |  |
| 2022    | Raising Dion                  | Tevin                     | Temporada 2                                                    |  |

## Premios y nominaciones
| Año  | Premio       | Categoría                                          | Trabajo                    | Resultado |
| ---- | ------------ | -------------------------------------------------- | -------------------------- | --------- |
| 2018 | Premios Emmy | Actor más Joven excepcional en una Serie dramática | The Bold and the Beautiful |           |